# The Rite – Das Ritual
The Rite – Das Ritual ist ein US-amerikanischer Horrorfilm des Regisseurs Mikael Håfström. Der Film basiert auf dem Buch Die Schule der Exorzisten: Eine Reportage von Matt Baglio. Seine Premiere hatte der Film am 26. Januar 2011 in Hollywood, die Deutschlandpremiere war am 17. März 2011.

## Handlung
In der Familie der Kovaks ist es Tradition, dass die männlichen Nachkommen entweder Bestatter oder Priester werden. Michaels Vater arbeitet in den USA als Bestatter und versucht bereits in frühen Jahren, seinen Sohn in seine Fußstapfen treten zu lassen. So scheut er sich beispielsweise nicht, seinen Sohn zu sich zu rufen, als er seine früh verstorbene Ehefrau selbst für die Beerdigung herrichtet. Michael entscheidet sich letztlich gegen den Beruf des Bestatters und für ein Studium der Theologie und steht kurz vor seinem Abschluss.
Michael selbst zweifelt jedoch an seinem Glauben und versucht aus dem Seminar auszutreten. Sein Betreuer möchte dies jedoch umgehen und schickt den Seminaristen daher nach Rom. Dort soll er ein Seminar besuchen, um künftig einen Exorzismus durchführen zu können. Pater Xavier, der Leiter des Seminars, stellt Michael dem Jesuiten Pater Lucas vor, einem sehr erfahrenen Exorzisten. Lucas wird Michaels Lehrmeister. Er ist gerade dabei, einer 16-jährigen Schwangeren einen Dämon auszutreiben. Michael soll ihm dabei helfen. Doch er zweifelt, ob die Frau wirklich von einem Dämon besessen ist. Er glaubt, dass sie vielmehr an einer psychischen Störung leidet, als er herausfindet, dass der eigene Vater die Tochter vergewaltigt hat. Doch bei den Teufelsaustreibungen erwähnt der Dämon immer wieder Worte und Sätze, die nur Michael kennen kann.
Zwischen den Sitzungen schaut er sich in Rom um und freundet sich mit der Journalistin Angelina an. Sie will einen Artikel über Exorzismus schreiben, doch Pater Lucas weigert sich, mit ihr zu sprechen. Sie hofft, über den jungen Seminaristen einen Zugang zu Lucas zu erhalten.
Bei einer weiteren Teufelsaustreibung verlässt der Dämon den Körper der jungen Frau und bemächtigt sich Pater Lucas’. Nach dem Tod seines Vaters wird Michael daran gehindert, nach Amerika zu reisen. Michael beginnt zu halluzinieren und sucht Beistand bei Angelina. Pater Lucas zeigt Anzeichen von Besessenheit und bittet Michael in einem klaren Moment, ihn zu fesseln und den Dämon auszutreiben. Während des Exorzismus versucht der Dämon, auch Michaels und Angelinas Seelen in Besitz zu nehmen. Michael, der bis jetzt an seinem Glauben zweifelte, beginnt jedoch, an die Existenz des Teufels zu glauben, und findet damit seinen Glauben zu Gott wieder. Schließlich kann er so den Namen des Dämon Baal erfahren und ihn austreiben.
Schließlich kehrt Michael nach Amerika zurück und wird Priester. Angelina hat ihren Artikel über Exorzismen verfasst und man sieht Michael, wie er einer Frau die Beichte abnimmt.

## Hintergrund
Der Film wurde unter anderem in Ungarn gedreht. Die 37 Mio. US-Dollar teure Produktion spielte bis April 2011 insgesamt 96 Millionen US-Dollar weltweit ein. Die Deutsche Film- und Medienbewertung verlieh dem Film das Prädikat „wertvoll“.

## Kritiken
„Colin O’Donoghue als Kovak und Anthony Hopkins als Pater Lucas sind ein großartiges Duo aus Glauben und Zweifeln, vom Regisseur Mikael Håfström prachtvoll inszeniert.“

„Detailgetreu wird dem Zuschauer vor Augen geführt, wie Satan im Menschen wütet. Die billige Absicht des schwedischen Regisseurs Mikael Håfström, durch die unterkühlte, fast sachliche Darstellung den psychologischen Angst-Effekt zu verstärken, ist schnell durchschaut. Einziger Höhepunkt: Die Schauspielkunst des Anthony Hopkins stärkt nicht nur die Handlung – er macht den Film auch einigermaßen interessant. Ein neues Das Schweigen der Lämmer ist ihm aber nicht geglückt.“